# Amt Martfeld
Das Amt Martfeld war ein historisches Verwaltungsgebiet des Königreichs Hannover.

## Geschichte
Das Amt Martfeld wurde 1852 gebildet und umfasste den Flecken Bücken sowie 33 vormals zum Amt Hoya gehörige Bauerschaften, und damit zwei Drittel des alten Amtes. 

## Bestandteile
Die frühere Untergliederung des Amts in Vogteien, die in etwa den Kirchspielen entsprachen, wurde bei der Verwaltungsreform 1852 aufgegeben. Zum Amt gehörten also unmittelbar der Flecken Bücken und die Bauerschaften bzw. Gemeindeverbände Asendorf, Brebber, Essen, Graue, Haendorf, Kampsheide, Kuhlenkamp;
Altenbücken, Calle, Dedendorf, Duddenhausen, Helzendorf, Holtrup, Nordholz, Schweringen, Stendern, Warpe, Windhorst; 
Eitzendorf; Hoyerhagen; Magelsen; 
Martfeld, Hustedt, Kleinen-Borstel, Loge, Tuschendorf; 
Oiste, Wechold, Heesen, Hilgermissen, Mehringen, Ubbendorf, Wienbergen. 
Amtssitz blieb Hoya. Bereits 1859 wurde das Amt wieder aufgehoben. Das Kirchspiel Martfeld (mit den Bauerschaften bzw. Gemeinden Martfeld, Hustedt, Kleinen-Borstel, Loge und Tuschendorf) kam zum Amt Bruchhausen, alle anderen Orte wurden wieder in das Amt Hoya eingegliedert.

## Amtmann
Einziger Leiter der Amtsverwaltung war ab 1852 bis zu seinem Tod im Dezember 1858 der Drost Carl Wilhelm August von Honstedt, der zuvor seit 1840 dem ungeteilten Amt Hoya vorgestanden hatte.